# 蘭德爾曼鎮區 (北卡羅萊納州蘭道夫縣)
蘭德爾曼鎮區（英語：Randleman Township）是位於美國北卡羅萊納州蘭道夫縣的一個鎮區。

## 地方資料
蘭德爾曼鎮區的面積為36.77平方千米，皆為陸地。根據2020年美國人口普查的數據，當地共有人口9418人，而人口密度為每平方千米256.13人。